# Centre interarmées des actions sur l'environnement
Pour les articles homonymes, voir CIAE.
Le Centre interarmées des actions sur l'environnement (CIAE) est un organisme interarmées du ministère des Armées français qui appartient à l'armée de terre. Le CIAE est le centre d’expertise des armées françaises pour les opérations d’influence militaire. Créé le 1er juillet 2012, il est basé au quartier Général-Frère de Lyon. Il dépend du commandement des actions spéciales terre. 
Le premier chef de corps du CIAE est le colonel Renaud Ancelin. 

## Missions
Les missions du CIAE sont réparties en plusieurs catégories,, :
- la coopération civilo-militaire (CIMIC), anciennement actions civilo-militaires (ACM), auparavant assurées par le Groupement interarmées des actions civilo-militaires (GIACM) ;
- les opérations militaires d'influence (OMI), anciennement opérations psychologiques (PSYOPS), auparavant assurées par le Groupement interarmées des opérations militaires d’influence (GIOMI);

- les opérations de lutte informatique d'influence (L2I);
- la formation aux métiers de l'influence militaire.

## Doctrine
Un effort est réalisé par la France qui souffre d'un certain retard dans ces domaines qualifiés tantôt d'opérations d'influence, tantôt d'opérations psychologiques. Un officier du CIAE estime en 2015 que « L'influence militaire ne s'est pas professionnalisée. Faute de volonté, d'imagination et surtout, à cause de la représentation socioculturelle que les chefs militaires actuels se font de la guerre, la noblesse du combat face à face et la recherche d'héroïsme étant la base du récit militaire enseigné dans les écoles d'officiers. L'influence reste donc une affaire de personnes et dépend encore de l'état d'esprit d'un chef militaire, de la performance d'individus chargés de ces opérations particulières au sein d'une force. »
En 2015, le journal Le Monde indique que le CIAE a mis en place une cellule spéciale pour lutter contre la propagande djihadiste de manière offensive. L'article explique que des militaires infiltrent les cellules djihadistes pour lutter contre leur discours. Cette information a été démentie par le journaliste Jean-Dominique Merchet qui explique que le CIAE se contenterait de faire de la veille sur la propagande, et qu'il ne mènerait pas d'actions offensives.
Partant du principe que « le champ informationnel (…) est un lieu de compétition stratégique [...]. L’information fausse, manipulée ou subvertie, c’est une arme », les actions de la guerre de l'information doivent s'effectuer cependant dans le respect de la charte des Nations unies et du droit international humanitaire. En octobre 2021, la doctrine évolue pour assumer, au-delà de la veille informationnelle, la possibilité de diffuser des messages afin "d'induire l’adversaire en erreur pour lui faire dévoiler ses intentions ou son dispositif", ou de « convaincre les acteurs d’une crise d’agir dans le sens souhaité ». Le CIAE produit en ce sens des contenus pour le commandement de la cyberdéfense.